# Weissia alianuda
Weissia alianuda là một loài rêu trong họ Pottiaceae. Loài này được B.C. Tan mô tả khoa học đầu tiên năm 1992.